# Nyjankovytchi
Nyjankovytchi (ukrainien : Нижанковичі) est une commune urbaine de l'oblast de Lviv, en Ukraine. Elle compte 1 771 habitants en 2021. Elle compte 1 485 habitants en 2025.